# Núria Delclòs Teixidó
Núria Delclòs Teixidó   (Tarragona, 1926 - Tarragona, 2008) fou una pianista catalana, concertista i pedagoga. Impulsora de nombrosos projectes musicals i artístics, fou un referent en la vida cultural tarragonina.

## Biografia
Nascuda a Tarragona, filla del farmacèutic Antoni Delclòs i de Dolors Teixidó, néta del mestre i pedagog Pau Delclòs i Dols, s'inicià des de petita en l'estudi del piano amb el mestre Xavier Gols i Soler. Continuà la carrera al Conservatori del Liceu de Barcelona amb el mestre Guillem Garganta i obtingué els títols de professora de solfeig i piano. Es perfeccionà a París, a l'acadèmia de Marguerite Long-Jacques Thibaud i amb la pedagoga Monique Deschaussées.
Des de molt jove actuà com a solista, en grups de cambra i com acompanyant d'espectacles de poesia i dansa. Durant disset anys fou titular de la plaça de professora de piano i música de cambra al Conservatori de la Diputació de Tarragona, del qual fou subdirectora. El curs 1983-84 recuperà el grau superior de piano amb la professora Liliana Maffiotte com a titular, amb la qual organitzà els cursos internacionals d'estiu per a virtuosisme d'instruments i cant. Formà part del jurat de diversos concursos internacionals de piano i tribunals d'oposicions musicals.
Dotada de gran capacitat organitzativa, fundà les Joventuts Musicals de Tarragona. A la dècada de 1980, essent coordinadora de Música del Centre Municipal, impulsà la introducció de la música a les escoles públiques, seguint el mètode del pare Ireneu Segarra, basat en el folklore català. També propicià la col·laboració entre l'aula de cant del Conservatori i l'Escola d'Art Dràmàtic Josep Yxart i creà l'Orquestra i el Cor Ciutat de Tarragona.
L'any 1990 fundà Cavallers 10, un grup tarragoní per a la divulgació de la música contemporània i en els anys successius intervingué en la producció, direcció i acompanyament pianístic dels cursos de teatre musical i altres importants projectes, mantenint una incansable activitat fins a la seva mort l'any 2008.
El 30 de març de 2003 l'Ajuntament de Tarragona acordà concedir-li el diploma de Serveis Distingits. El 2015 li fou dedicada una plaça, situada al final del carrer del Barcelonès, a la Urbanització de la Móra, lloc on sojornà llargues temporades. Al mateix temps s'inaugurà a la Cooperativa Obrera Tarraconense l'exposició fotogràfica Amb criteri propi: Núria Delclós Teixidó 1926-2008 amb imatges de la seva vida com a pianista, pedagoga, esportista i dona avançada al seu temps. També porta el seu nom una sala de concerts, on periòdicament s'organitzen actes culturals i cicles de música clàssica.